# Auf der Horst
Auf der Horst ist der am dichtesten besiedelte Stadtteil von Garbsen in der Region Hannover. Prägend für den Stadtteil ist die Siedlung um die Ringstraßen „Planetenring“ und „Saturnring“. Mitte der 1960er-Jahre wurde der Stadtteil mit dreistöckigen Flachdach-Mehrfamilienhäusern, Flachdach-Bungalows und zweistöckigen Flachdach-Einfamilienhäusern gebaut. Es wurden breite Straßen und großzügig bemessene Grünflächen angelegt.

## Geschichte
Der heutige Garbsener Stadtteil war bis zum Anfang des 20. Jahrhunderts unbesiedelt. Im Jahr 1900 wurde eine Mühle mit Wohnhaus von Marienwerder in die Gegend der heutigen Straße Bärenhof versetzt. Sie wurde 1966 abgerissen. Die einzige Industrie waren das Hartsteinwerk Hannover (heutige Position neben dem Einkaufszentrum „Planetencenter“, Baugebiet „Eichenpark“) und eine Autowerkstatt, die bis heute Bestand hat.
Da Hannover im Zweiten Weltkrieg stark zerstört wurde und dort wie überall Wohnungsknappheit herrschte, entschied man sich, vor den Toren Hannovers Land zu bebauen. Die städtische Grundstücksgesellschaft Union Boden erwarb durch Kauf oder Tausch gut 80 Hektar Land, von denen rund 90 Prozent auf dem Gebiet der damals selbständigen Gemeinden Garbsen und Havelse lag. Das Stadtplanungsamt der Landeshauptstadt Hannover plante für dieses Gebiet eine Großwohnsiedlung für 10.000 Menschen. Der dazu erforderliche interkommunale Vertrag zwischen Hannover, den Gemeinden Garbsen und Havelse und dem Landkreis Neustadt am Rübenberge wurde im Sommer 1963 ausgehandelt und im März 1964 unterzeichnet.
Bereits im Mai 1963 begannen die Planierungsarbeiten, und die ersten Straßen wurden angelegt. Die Grundsteinlegung folgte im März 1964, und schon im Dezember 1964 zogen die ersten Bewohner ein. Die Hauszeilen der dreigeschossigen Mehrfamilienhäuser wurden jeweils innerhalb von sechs Monaten errichtet. Möglich war das, weil hier erstmals in Niedersachsen die Fertigbauweise eingesetzt wurde: Nahe dem Baugebiet wurden Feldfabriken eingerichtet, in denen die Beton-Fertigteile hergestellt wurden. Drei Baugesellschaften errichteten insgesamt 1714 Wohnungen in dreigeschossigen Mehrfamilienhäusern und 443 Einfamilienhäuser, d. h. eingeschossige Bungalows und zweigeschossige Reihenhäuser, sämtlich mit Flachdächern.
Errichtet wurde die Siedlung unter Federführung und auf Kosten der Landeshauptstadt. Die Infrastrukturbauten wie Kindertagesstätten und Schulen, Sportstätten und Pflegeeinrichtungen gingen nach Fertigstellung jeweils in den Besitz derjenigen Gemeinde über, auf deren Gebiet sie standen. Die Gemeinden Garbsen und Havelse trugen in der Folge die laufenden Unterhaltskosten. Mit der Siedlung Auf der Horst waren die Gemeinden räumlich zusammengewachsen, und sie mussten Angelegenheiten dieses Gebiets teils untereinander abstimmen, etwa die Belegung der Kindergärten und Schulen. Im Jahr 1966 schlossen die Gemeinden Garbsen und Havelse den Vertrag, mit dem sie sich zum 1. Januar 1967 zu einer Einheitsgemeinde zusammenschlossen. Damit kann die von der Stadt Hannover errichtete Siedlung Auf der Horst als Anstoß für die spätere Entwicklung zur heutigen Stadt Garbsen angesehen werden.
Beginnend in den 1990er-Jahren erlangte der Stadtteil den Ruf eines sozialen Brennpunktes. Der Stadtteil wies eine für damalige Verhältnisse relativ hohe Arbeitslosenquote und Kriminalitätsrate auf. Durch Sanierungen der öffentlichen Hand sowie der Wohnungseigentümer wandelt sich der Garbsener Stadtteil seit den 2010er-Jahren wieder in ein attraktives Wohngebiet. Der Stadtteil ist ein multikulturelles Wohngebiet mit einem hohen Anteil an Mitbürgern, die südländische und internationale Wurzeln aufweisen. Mit dem im Herbst 2019 eröffneten Maschinenbau-Campus der Universität Hannover im benachbarten Stadtteil Garbsen-Mitte finden auch Studenten in den Stadtteil.
Das am 7. Mai 1973 eröffnete Planeten-Center, einst das erste überdachte Einkaufszentrum im weiten Umkreis, wurde im Jahr 2013 abgerissen und am 20. Mai 2015 durch ein moderneres, größeres Einkaufszentrum an gleicher Stelle ersetzt. Ein im Quartier bestehendes Hallenbad wurde 2006 renoviert. Zudem führte eine Bewerbung dazu, dass das Kerngebiet des Stadtteils 2006 in das Städtebauförderungsprogramm „Die Soziale Stadt“ aufgenommen wurde.

## Politik

### Ortsrat
Der Ortsrat der Ortschaft Garbsen, der die Stadtteile Garbsen-Mitte, Havelse, Auf der Horst und Altgarbsen vertritt, setzt sich aus sechs Ratsfrauen und acht Ratsherren zusammen.
Sitzverteilung
- SPD: 5 Sitze
- CDU: 4 Sitze
- Grüne: 2 Sitze
- FDP: 1 Sitz
- AfD: 1 Sitz
- fraktionslos: 1 Sitz

(Stand: Kommunalwahl 2021)

### Ortsbürgermeister
Die Ortsbürgermeisterin ist Silke Häusler (CDU). Ihre Stellvertreter sind Ursula Zander-Porbeck (SPD), Darius Pilarski (Grüne) und Ullrich Jagstaidt (FDP).

### Wappen
| Wappen von Auf der Horst | Blasonierung: „In Blau unter viermal von Rot und Gold gespaltenem Schildhaupt, darunter ein goldener Ringplanet (Saturn).“ |
| Wappen von Auf der Horst | Wappenbegründung: Der obere Teil des Schildes (Rot : Gold) ist an das Wappen der Stadt Garbsen angelehnt, das als Grundlage die Tingierung des ehemaligen königlich-hannoverschen Amtes Ricklingen verwendet hat. Der goldene Ringplanet in Blau symbolisiert die sich im Stadtteil befindliche Siedlung innerhalb der Ringstraße. Im Volksmund wird die betreffende Straße auch „Planetenring“ bezeichnet. |

## Religion

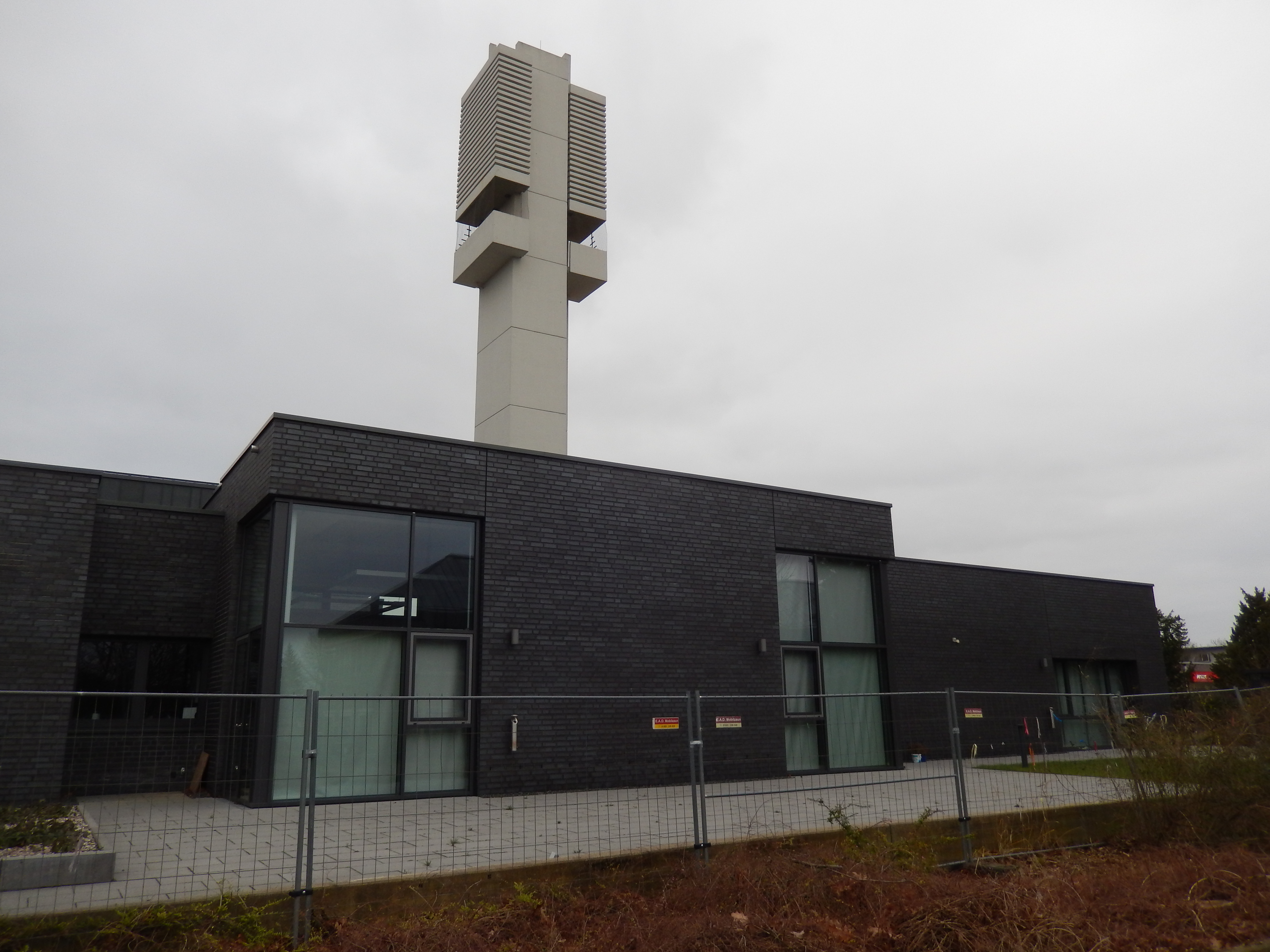
Willehadi-Kirche

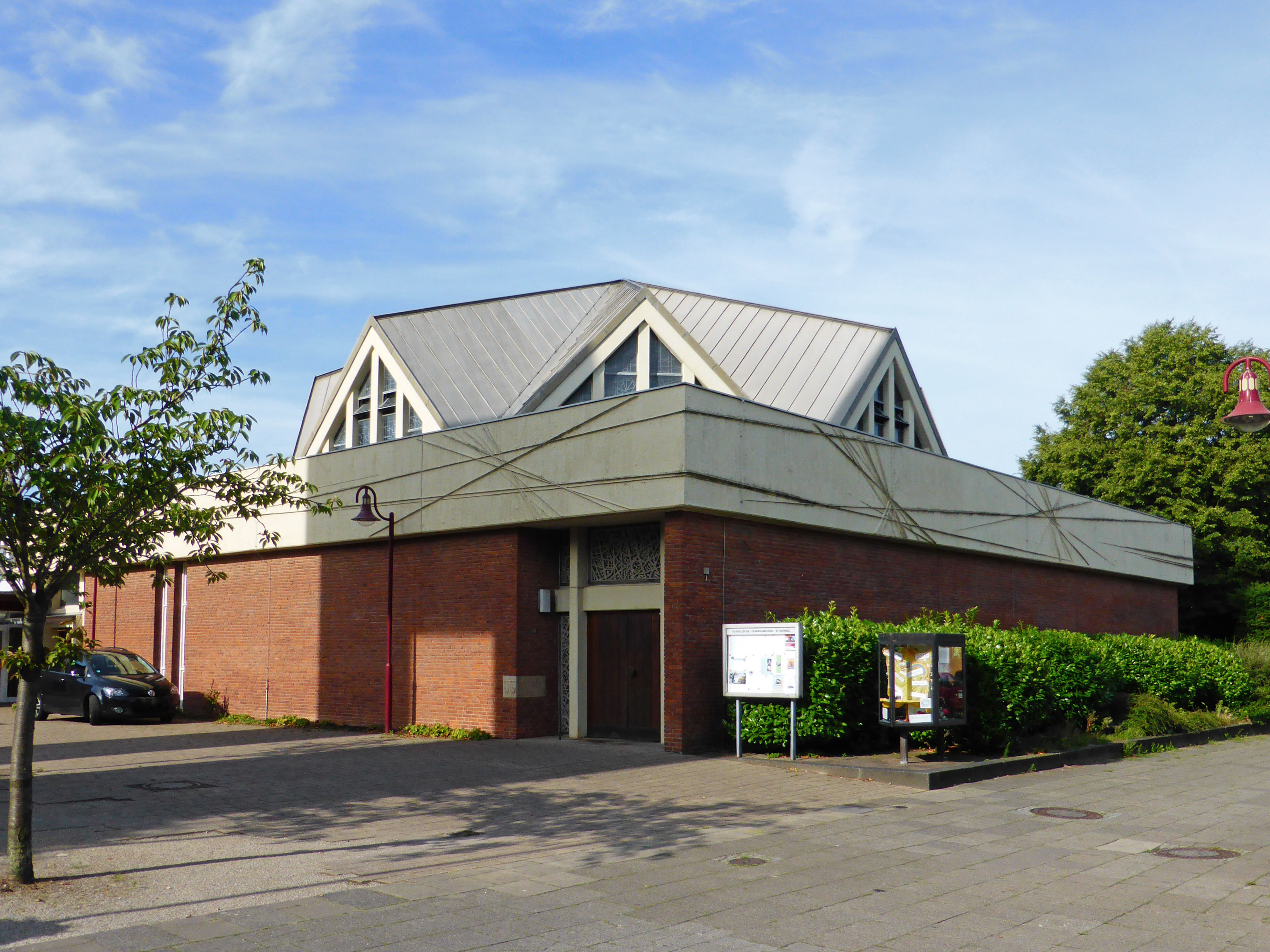
St.-Raphael-Kirche

Die evangelisch-lutherische Willehadi-Kirche, benannt nach Bischof Willehad, befand sich am Orionhof. Sie wurde 1969 eingeweiht, ausgeführt als Zentralbau mit freistehendem Glockenturm. Ihre Orgel stammte aus der profanierten Kirche St. Johannes Evangelist in Altgarbsen. In der Nacht zum 30. Juli 2013 sind die Kirche und Teile des Gemeindehauses von einem höchstwahrscheinlich durch Brandstiftung ausgelösten Feuer zerstört worden. Die Willehadikirchengemeinde gehört zum Stadtkirchenverband Hannover. Im Stadtteil befindet sich auch die evangelische Kindertagesstätte Murmelstein.
Die katholische Kirche St. Raphael, benannt nach dem Erzengel Raphael, befindet sich am Antareshof. Sie wurde 1967/68 errichtet, ausgeführt als Zentralbau mit freistehendem Glockenturm. Ihre gleichnamige Pfarrgemeinde gehört zum Dekanat Hannover, zu ihr gehören seit 2004 auch die katholischen Kirchen in Berenbostel und Havelse. 1967 wurde die heute noch bestehende Kindertagesstätte St. Raphael erbaut. 1974 wurde das katholische Altenzentrum Wilhelm-Maxen-Haus mit eigener Hauskapelle errichtet, es befindet sich heute in evangelischer Trägerschaft. 2007 wurde die zuletzt zur Pfarrgemeinde St. Raphael gehörende Kirche St. Johannes Evangelist in Altgarbsen profaniert und abgerissen.

## Kultur und Sehenswürdigkeiten
Das Freizeitheim in Garbsen beherbergt ein Schwimmbad und eine Jugendfreizeiteinrichtung.

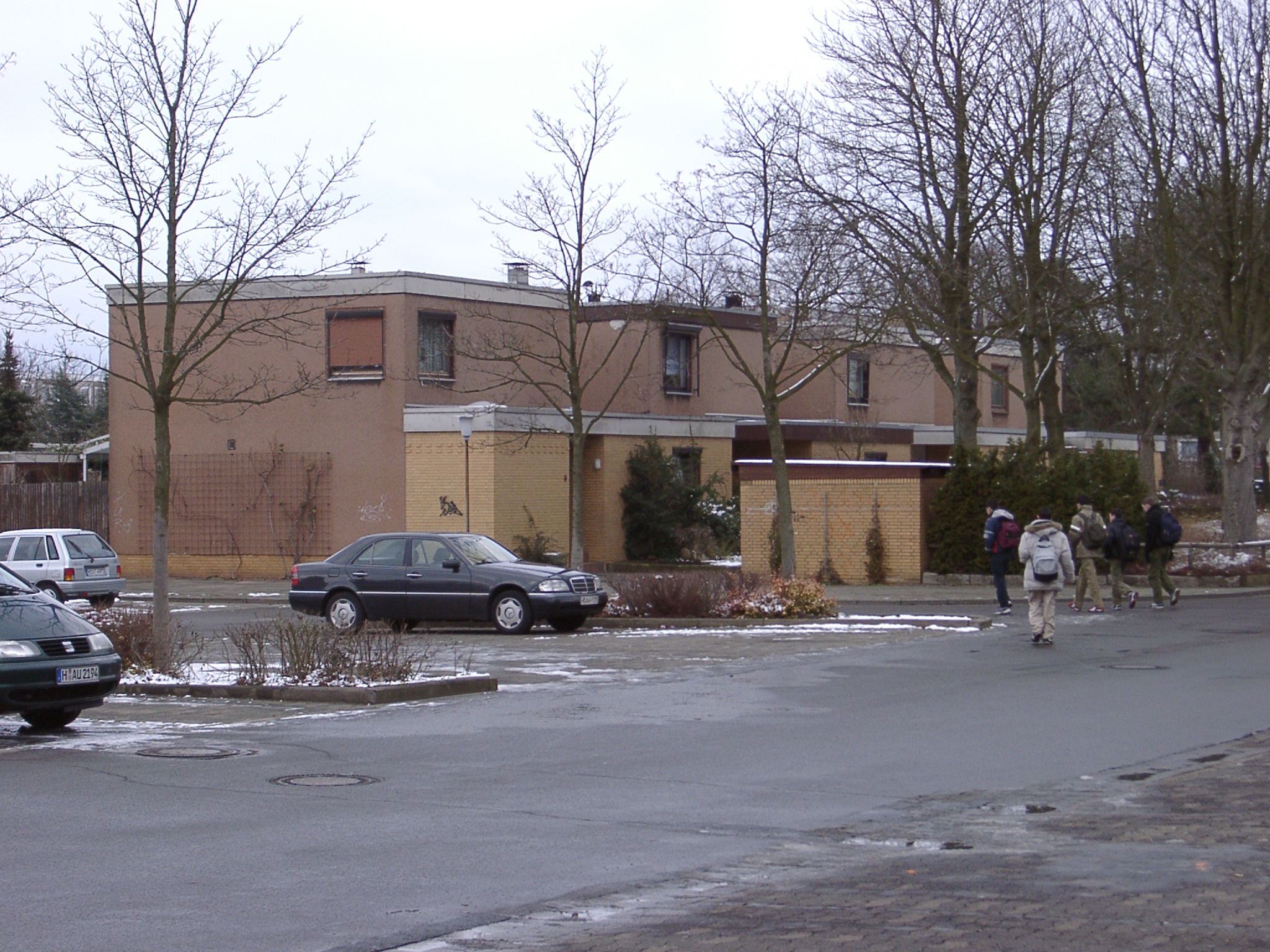
Einfamilien-Reihenhäuser auf der Horst
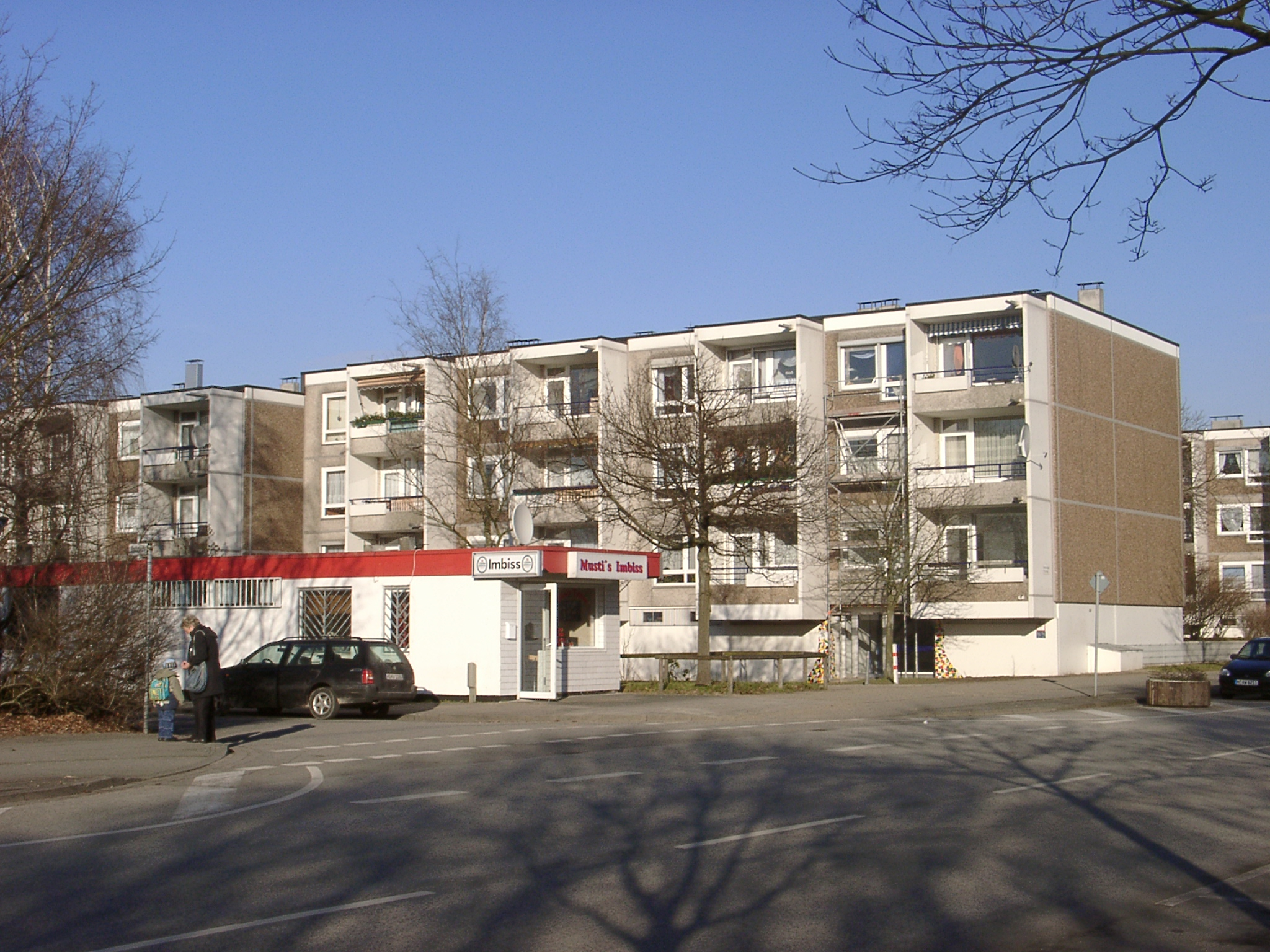
Mehrfamilienhaus auf der Horst
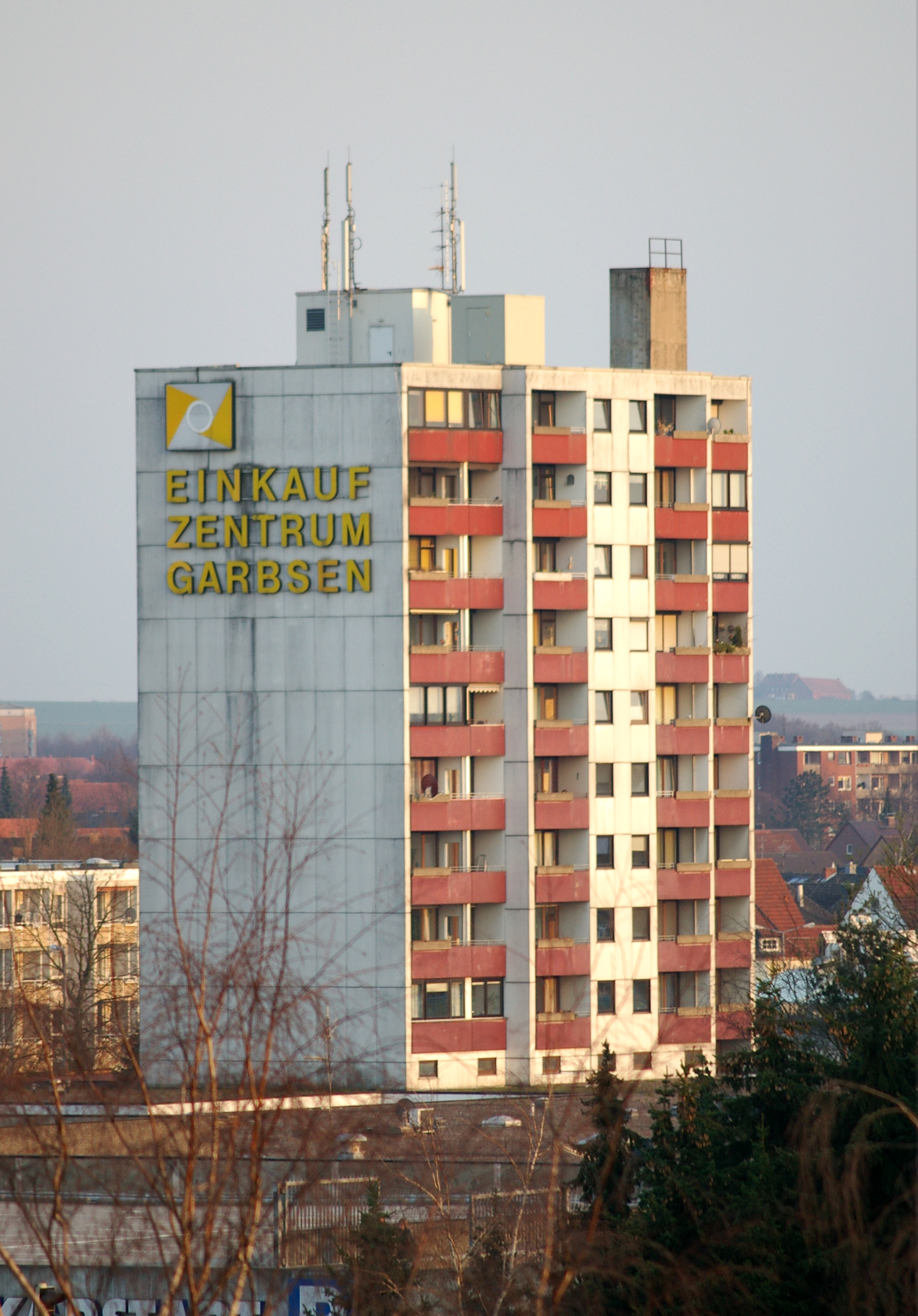
Hochhaus auf der Horst

## Wirtschaft und Infrastruktur

### Verkehr
Durch die seit 1996 bestehende Stadtbahnanbindung ist „Auf der Horst“ bestens an die hannoversche Innenstadt angeschlossen.
| Linie | Verlauf | Takt                                       |
| ----- | --- | ------------------------------------------ |
| 4     | Garbsen – Auf der Horst – Marienwerder/Wissenschaftspark − Freudenthalstraße – Bahnhof Leinhausen – Herrenhäuser Gärten – Leibniz-Universität – Königsworther Platz – Steintor – Kröpcke – Aegidientorplatz – Marienstraße – Braunschweiger Platz – Clausewitzstraße – Kantplatz – Nackenberg – Bahnhof Karl-Wiechert-Allee – Medizinische Hochschule – Roderbruch | 10 min (werktags) 15 min (sonn-/feiertags) |

Die Nähe zur A2 begünstigt ebenfalls die Lage des Stadtteils.

### Bildung
Der Stadtteil „Auf der Horst“ hat das größte Schulzentrum in Garbsen, dieses beherbergt eine Förderschule, die Nikolaus Kopernikus Hauptschule, die Caroline-Herschel-Realschule und das Johannes-Kepler-Gymnasium. 2005/2006 wurde für das Schulzentrum eine Mensa und Aula für Veranstaltungszwecke errichtet.